# Un pedazo de vida
Un pedazo de vida es un libro de cuentos escrito por Raquel Banda Farfán, autora originaria de San Luis Potosí (México). El libro fue publicado por Editorial Comaval en 1959 bajo el cuidado de José Gamboa Chaguaseda e ilustrado por Arturo Estrada Hernández. La primera edición tuvo un tiraje de 2500 ejemplares. En total, Un pedazo de vida recopila 15 cuentos cortos: “Por un piropo”; “El chapín”;  “Palomilla”; “La llanura”; “El pantalón”; “Marcial”; “A los cuarenta y cinco”; “Un asesino”; “La madrina”; “Polvos de amor”; “Un admirador”; “Don Rosendo”; “La casa de las Carmonas”; “Las norteñas” y “Un pedazo de vida”.

## La obra
Los cuentos están escritos con un estilo sencillo que presenta descripciones breves que son, en esencia, retratos de la vida campesina del México de la segunda mitad del siglo XX. El libro incluye un prólogo de Julio Torri en el que se destaca la crítica de autores como Rafael Solana y Manuel Lerín, quienes han evidenciado el parecido de los cuentos de Banda Farfán con la estética de Guy de Maupassant y Chéjov, con quienes, señala Torri, la autora “tiene afinidades bien perceptibles”.
En Un pedazo de vida, Banda Farfán ensaya tres temas recurrentes: la soledad de la mujer, la ironía y la pobreza de los campesinos. Los ambientes de los cuentos son, en la mayoría de los casos, rurales, desérticos, rancherías ubicadas en espacios áridos, a menudo desolados. Los personajes, por tanto, son seres melancólicos, taciturnos, aquejados por la soledad y el abandono social del que son víctimas por el hecho de ser pobres. Los hombres y las mujeres del cuentario de Banda Farfán conviven en espacios tan pequeños que los defectos sobresalen sobre las virtudes, y es por esto que en los textos se destacan los males del machismo, el abandono y la violencia doméstica, la mala educación, el incesto o la condena social contra las mujeres solteras, motivos que la autora ya ha había retratado en otras de sus obras. Por lo anterior, puede afirmarse que los cuentos que componen esta obra son de tono realista. Si acaso hay alusiones a la posibilidad de lo mágico o lo maravilloso, tales supuestos pronto se desbaratan por medio de la ironía y la revelación de las supersticiones más comunes en el imaginario rural de México, caso contrario a otros personajes femeninos de distintas obras de Raquel Banda Farfán que desempeñan el papel de hechiceras y que retratan, como apunta Banda Alatriste: "el misterio que esconde el campo, el folclor mexicano, el mundo oculto de la naturaleza, los personajes femeninos desolados y marginados que logran reivindicarse a través de la magia".
Los cuentos de Un pedazo de vida son cuadros de costumbres que buscan retratar con fidelidad la cotidianeidad del campesino mexicano: abandonado, padeciendo el ostracismo y la miseria. Banda Farfán además refuerza los matices realistas de su prosa al imitar el habla de la gente del campo, su modo de concebir el mundo y las distintas costumbres que persisten en la vida periférica de México, conocimientos que no son ajenos a la autora, quien se desempeñó como profesora rural en San Luis Potosí.  Por esta razón, Un pedazo de vida es un cuentario homogéneo en sus temas y motivos, en la forma de narrar y describir sucesos, en el diseño de los personajes y en el desarrollo de las historias que sólo se distinguen por la forma en que cada argumento concluye: algunos personajes, tras padecer desencanto o infelicidad, son recompensados con el amor o la sanación de alguna enfermedad; otros se enfrentan al desengaño o son aleccionados y su vida concluye de forma desgraciada; otros personajes, sin llegar a ser felices ni desgraciados, se ven librados de lo terrible y continúan sus vidas sin grandes transformaciones; otros personajes, trastocados por el pesimismo de la autora, tienden a ser infelices de inicio a fin, sin tener la oportunidad de redención.

## Cuentos

### Por un piropo
Dionisia, una mujer fea, tal como se relata en este cuento, está enamorada de un hombre casado, Herculano, el único en el rancho que se digna a verla y que, de hecho, no es indiferente a su amor. El hombre seduce a Dionisia y sostiene relaciones sexuales con ella porque, incluso siendo tan fea, “de noche todos los gatos son pardos”, dice Herculano. Los rancheros se burlan del amorío entre Herculano y Dionisia, pero al hombre no le importan las ofensas; en cambio, presume que su hombría es demasiada por ser capaz de acostarse con la  más fea del pueblo. Dionisia conoce el desaire pero resiste. Un día, la mujer va a bañarse al río. A lo lejos, un pastor la observa y poco después se acerca y le confiesa su amor sincero. Tiempo más tarde Herculano enviuda. Dionisia, en lugar de ver aquella muerte como una oportunidad para vivir con Herculano su amor libre, cree que el ranchero encontrará una nueva esposa. Herculano le promete que la hará su mujer después de que pase un año de duelo, mientras tanto, deberán mantener su relación en secreto. Ante Dionisia se abren las posibilidades: esperar a Herculano, o convertirse en esposa de aquel pastor que conoció un día en el río.

### El chapín
Una maestra rural narra sus recuerdos. En su memoria, guarda un lugar especial sobre Ricardo, un niño con los pies torcidos, solitario, relegado por sus compañeros de clase y torpe al correr. La maestra ve con tristeza al niño y se compadece de su historia. Mientras que los otros alumnos tienen mejores destrezas, el pobre Ricardo parece tener un futuro poco prometedor. Aun así, el niño está seguro de que la Virgen de San Juan de los Lagos le hará el milagro de curar sus pies. La maestra es escéptica, pero apoya los anhelos de Ricardo. 10 años más tarde, en la ciudad de San Juan de los Lagos, la maestra tiene un reencuentro inesperado con Ricardo, quien ahora es un muchacho. Con sorpresa, la profesora descubre que los pies de Ricardo se han enderezado. Quizás es una coincidencia, pero el muchacho está seguro de que su cura fue un verdadero milagro. 

### Palomilla
El Ronco, la Colilla y el Tlacuache son los típicos adolescentes rebeldes que causan problemas en el pueblo. Un día, al Ronco se le antoja darle de bofetadas a 30 boy scouts que se atraviesan por su camino y ninguno es capaz de vengar el ardid. El trío continúa su camino cuando a las afueras del pueblo ven correr a un hombre, a quien lo persigue un carnicero con un cuchillo en la mano. El perseguido es asesinado frente a la pandilla. Al poco tiempo, un segundo carnicero aparece y pregunta a los muchachos si han visto al asesino. El trío asiente y el carnicero los amenaza con matarlos si revelan la identidad del criminal. Acobardados, el Ronco, la Colilla y el Tlacuache niegan todo lo visto y se marchan, vencidos por un miedo que jamás creyeron padecer.

### La llanura
Un matrimonio de pobres campesinos tiene a una hija enferma. El marido, pesimista, se niega a llevar a la niña al doctor, pero Micaela, su mujer, no desiste y decide tomar a su hija en brazos y salir a escondidas de la casa, con la esperanza de salvar la vida de la pequeña. Así, Micaela inicia el viaje y cruza una llanura desértica, bajo los inclementes rayos del sol. Pero, a medida que avanza por aquel valle yermo, la mujer se queda sin fuerzas y su hija parece a punto de expirar. Milagrosamente, ante los ojos de Micaela aparece un aguaje. La madre padece cada paso hasta alcanzar el oasis, pero su debilidad la hace caer de rodillas. Entonces Micaela escucha a su hija decirle que tiene sed y, alegre, la madre se esfuerza por llegar hasta la orilla del aguaje. Mientras reemprende el viaje, Micaela ve llegar a su marido montado a caballo. El hombre no la reprende por haber escapado; en cambio, lleva a la madre y su hija al pozo, con la esperanza de salvar sus vidas.

### El pantalón
Enrique Fuentes es un joven desempleado con pocas aptitudes y escasa experiencia laboral. Deambula por las calles de su pueblo, ensimismado en su miseria. Durante mucho tiempo ha buscado algún trabajo, sin tener éxito. Cada día, Enrique se encuentra más pobre, desarrapado y delgado por el hambre. Podría, como último recurso, trabajar de cargador, pero tiene tan poca fuerza que esto le sería imposible. Con el tiempo, el joven se queda sin más ropa que la que lleva puesta y sabe que pronto no tendrá nada para vestir. Sin embargo, una tarde escucha algarabía en la plaza del pueblo, donde se celebra una fiesta. Enrique se acerca y ve cómo varios indigentes compiten por ganarse algunas prendas que cuelgan de lo alto de un palo encebado. Pero cualquiera que intenta subir hasta el final fracasa y al caer al suelo es fustigado con burlas callejeras. Enrique no se siente capaz de soportar aquella humillación, pero, al ser consciente de su situación, se envalentona y se olvida de la dignidad. Sus primeros intentos al trepar por el palo son infructuosos, pero al final alcanza el pantalón que tanto necesitaba. Sin embargo, su felicidad se esfuma muy pronto, cuando descubre que la prenda está hecha de remiendos y que además es grande para su talla.

### Marcial
Un merolico llega a Las Moras, una ranchería perdida en el desierto. El hombre ha pasado un día largo, sin vender nada, por lo que, cansado de tanto andar, se acerca a una casa para pedir refugio. Doña Dorotea, la dueña de la casa, le prepara unas viandas y lo invita a pasar la noche. Ya acostado, el hombre se percata de la presencia de una muchacha que vive en la misma casa, le gusta mucho e idea cómo seducirla, aunque tenga que ser por la fuerza. Cuando el hombre cree que doña Dorotea está dormida, intenta asaltar a la muchacha en su cuarto, pero, de pronto, escucha a doña Dorotea llamar a Marcial, personaje desconocido por el merolico. Temiendo que Marcial sea el padre de la muchacha, acaso su hermano, el merolico retrocede. Pasada la medianoche, el hombre insiste; nuevamente, sus planes son impedidos por el llamado de la anciana Dorotea al tal Marcial. Al amanecer, el merolico, derrotado, sale de la casa y remprende su camino. Se marcha cuestionándose sobre la identidad de Marcial. En su casa, doña Dorotea conmina a Marcial, quien en realidad es un perro viejo.

### A los cuarenta y cinco
Carmen es una soltera de 45 años que recién descubre el placer y las desgracias del amor. Una mañana conoce a Luis, un soltero mayor que ella, entre los dos parece existir afinidad. Pero Carmen le tiene miedo al engaño, al principio se resiste, pero termina creyendo en las promesas de Luis. Un día, Carmen cae enferma y durante su convalecencia su único pasatiempo es bordar un pañuelo con el nombre de su enamorado; la mujer espera con ansiedad el día que pueda obsequiárselo. Finalmente, Carmen se alivia y sale al encuentro de Luis. Al subirse al autobús, Carmen ve a su novio con otra mujer a la que lleva abrazada. Carmen los mira perpleja y ahoga su pena, recordando lo malo que era haberse enamorado tan tarde y con tanta inocencia. 

### Un asesino
María llega a vivir a casa de doña Nica, ubicada en una ranchería desolada, donde la gente se recoge temprano en sus casas y todo es poblado por el silencio. A María le entristece la soledad del pueblo. Pero una noche, a sólo una semana de su llegada, se aparece Julio en la casa de doña Nica. Julio es un hombre amable y alegre, con temas de conversación abundantes. María siente afinidad por Julio. Una tarde ambos salen a caminar por el campo y Julio le confiesa que años atrás fue preso por asesinar a un muchacho que le robó a su novia; posteriormente fue liberado y pudo casarse con aquella mujer. Mientras caminan, Julio le pide a María que se escape con él. Pero a medio camino aparece una banda de policías que les cierra el paso. Julio es apresado y entonces debe confesar: le cuenta a María que su esposa le fue infiel y que por tal motivo también la mató. María vuelve a casa de doña Nica con el corazón roto.

### La madrina
Jesusita y su hermana quedan huérfanas tras la muerte de su madre. El único familiar que les queda es su madrina Romanita. Jesusita se va a vivir con esa madrina y a su hermana no la vuelve a ver. Al principio, Romanita parece querer mucho a su ahijada, pero, tiempo después, la mujer se embaraza, por cierto, ya muy entrada en años. A Jesusita le alegra la idea de tener a un niño en casa, de cierto modo será como su hermano. Su madrina, sin embargo, comienza a ver a Jesusita con molestia y, mortificada por los malestares de su embarazo, obliga a su sobrina a mantener los gastos del hogar vendiendo tamales. Cuando el hijo de Romanita nace, Jesusita apenas puede acercarse a él. Pero un día, mientras su madrina está ausente, Jesusita se acerca a la cuna del niño y lo carga en sus brazos. Sin esperarlo, la madrina la sorprende en el acto y, enfurecida, la reprende y la expulsa de su casa. Sin otro lugar al que ir, Jesusita queda en el desamparo.

### Polvos de amor
Facundo, un campesino soltero, compra a un boticario unos polvos de amor con el deseo de encontrar a una muchacha con quien casarse. El boticario conoce las supersticiones de los campesinos y no duda en venderle talco simple como polvos de amor. Facundo confía plenamente en el poder de esos polvos y al salir los suelta en el aire. En su camino de regreso a casa, el hombre se encuentra a unos rancheros que le relatan cómo fue que días antes unos revolucionarios asediaron la ranchería, asaltaron hogares y violaron a las mujeres. Más adelante, Facundo se encuentra con doña Nacha y su sobrina Santitos. Facundo está enamorado de la muchacha y cree que los polvos de amor surtirán efecto en ella. Pero, incluso así, no se atreve a confesarle su amor en ese momento. Facundo decide ir a su casa y más tarde, al darse valor, dirigirse a casa de doña Nacha. Así lo hace y en el corral encuentra a Santitos, pensativa; es ahí cuando Facundo se atreve a pedirle a Santitos que se vaya con él. Poco antes, Facundo se había empolvado las manos con el talco. Por eso, al acariciar la mano de la muchacha, cree que ella quedará hechizada. Sorpresivamente, Santitos acepta irse con él, no sin antes confesarle que ella es una de las mujeres violadas por los bandidos. A Facundo no le importa su condición. Ambos caminan tomados de la mano, y, sin que Facundo lo note, Santitos se deshace en el camino de una bolsa con polvos de amor.

### Un admirador
La violinista Amelia trabaja dando clases a un niño rebelde, es soltera y se siente sola. Una tarde, sin esperarlo, se encuentra a un muchacho en la calle que sale a su encuentro para confesarse un admirador suyo. El muchacho se llama Alfredo. Amelia le agradece sus palabras, atónita, imagina que ese podría ser el inicio de su primer noviazgo. Alfredo le pide una cita en su casa para que ella pueda deleitarlo con su violín. La mujer acepta entusiasmada. El día acordado, ella se arregla para su admirador, creyendo que el amor ha llegado por fin a su vida. Pero después del concierto, Alfredo le confiesa a Amelia el amor que siente por Maruca, quien es amiga de la violinista. En realidad, el acercamiento de Alfredo con Amelia era sólo un pretexto para hablar con Maruca.

### Don Rosendo
Don Rosendo, un profesor viejo y melancólico, relata a sus alumnos las vivencias de sus primeros años como maestro. Rememora un evento sobre un rumor que se esparció en la escuela cuando el era joven. En aquel entonces, narra, los alumnos lo calumniaron, acusándolo de ser un capataz. El profesor, sin embargo, habló ante los padres de familia, abogando por la buena educación que les había dado a sus hijos. Los padres, al no tener duda de su labor, lo aplaudieron y los alumnos terminaron por pedirle perdón. Al final de su historia, el profesor confiesa a los muchachos del aula que su última voluntad en la vida es morir rodeado por sus alumnos. Así, Don Rosendo cierra los ojos, pensativo, se queda tranquilo y deja de respirar, cumpliendo así su deseo. 

### La casa de las Carmonas
Una costurera se toma un descanso en la plaza del pueblo, frente a la casa de Rebequita Carmona, una solterona que muy entrada en años encontró el amor y se casó con un hombre que poco tiempo después le fue infiel y la dejó en la ruina. La costurera le platica de todo esto a otra mujer que la acompaña, le dice que Rebequita era una mujer adinerada que solía llevarle telas para que le confeccionara vestidos lujosos, hasta que un día fue déspota y grosera y la culpó de haberle arruinado una tela muy cara. Rebequita no volvió a solicitar los servicios de la costurera, pero, luego del abandono de su marido, sola y pobre la mujer volvió a recurrir a la costurera, esta vez para llorar por sus desgracias. La costurera recuerda aquella historia, mientras observa aquella casa que aún mantiene su fachada ostentosa, mientras que en su interior esconde el deterioro y la pobreza de su dueña. La mujer piensa que aquella situación es el castigo de Rebequita por su ambición y los maltratos que tuvo contra los menos favorecidos

### Las norteñas
Dos fuereñas llagan a una ranchería desde los Estados Unidos: Prisciliana y su madrastra. Después de la muerte de su padre, cuenta Prisciliana, decidió volver al rancho de donde es originaria su familia, con el fin de poner allí un negocio. Allí, la muchacha conoce a Tereso, quien se enamora de ella y la deja embarazada. Cuando la madre de Tereso se entera de la noticia, se enferma gravemente y le confiesa a su hijo que Prisciliana es su media hermana, pues ambos son hijos del mismo padre. Tereso no puede con la vergüenza y huye del pueblo, abandonando a Prisciliana, quien también es olvidada por su madrastra. Al saberse de su embarazo en el pueblo, la gente la rechaza y a la mujer no le queda más que irse a vivir a una choza a las orillas de la ranchería. Cuando el niño nace, Prisciliana muere. La gente inventa que el hijo de los padres incestuosos es un monstruo, pero al final, llamados por la curiosidad, se acercan a la choza y descubren que la única deformidad de aquel niño desgraciado son los seis dedos que tiene en cada mano. Con pesar, también descubren que el niño ha muerto.

### Un pedazo de vida
Dominga es una niña pobre que quedó en total desamparo luego de que su padre encontrara a una mujer con quien se fue y no regresó jamás. La niña vaga por el pueblo, sola, sin que la gente se compadezca de su situación. Todos los días una anciana ve a Dominga caminar hambrienta y descuidada. La niña encuentra refugio en su imaginación, donde se ve a sí misma encima de una nube, viajando por el mundo. Una última vez, la anciana ve a Dominga recostada bajo los rayos del sol, dormida profundamente, sin que vuelva a despertar de aquel sueño donde viajaba sobre una nube.